# 2013-as Teen Choice Awards
A 2013-as Teen Choice Awards a 2012-es év legjobb filmes, televíziós és zenés alakításait értékelte. A díjátadót 2013. augusztus 11-én tartották a Los Angeles-i Gibson Amphitheatreben, ezúttal utoljára, mivel a helyet átalakították, hogy helyet adhasson a The Wizarding World of Harry Potternek. A gála házigazdái Lucy Hale és Darren Criss voltak. A ceremóniát a Fox televízióadó közvetítette élőben, a jelölteket pedig 2013. május 22-én, július 1-jén és július 16-án jelentették be.

## Győztesek és jelöltek
Forrás:

### Filmek
| Legjobb akciófilm | Legjobb színész akciófilmben |
| --- | --- |
| - Vasember 3. - A Bourne-hagyaték - A sötét lovag – Felemelkedés - G.I. Joe: Megtorlás - Skyfall | - Robert Downey Jr. – Vasember 3. - Christian Bale – A sötét lovag – Felemelkedés - Daniel Craig – Skyfall - Chris Hemsworth – Vörös hajnal - Dwayne Johnson – G.I. Joe: Megtorlás |
| Legjobb színésznő akciófilmben | Legjobb sci-Fi/fantasy |
| - Anne Hathaway – A sötét lovag – Felemelkedés - Jessica Biel – Az emlékmás - Adrianne Palicki – G.I. Joe: Megtorlás - Gwyneth Paltrow – Vasember 3. - Rachel Weisz – A Bourne-hagyaték                                                                                       | - Alkonyat – Hajnalhasadás, 2. rész - Lenyűgöző teremtmények - Vasember 3. - Feledés - Óz, a hatalmas |
| Legjobb színész sci-fiben/fantasyben | Legjobb színésznő sci-fiben/fantasyben |
| - Taylor Lautner – Alkonyat – Hajnalhasadás, 2. rész - Tom Cruise – Feledés - Robert Downey Jr. – Vasember 3. - James Franco – Óz, a hatalmas - Robert Pattinson – Alkonyat – Hajnalhasadás, 2. rész                                                                          | - Kristen Stewart – Alkonyat – Hajnalhasadás, 2. rész - Mila Kunis – Óz, a hatalmas - Gwyneth Paltrow – Vasember 3. - Saoirse Ronan – A burok - Michelle Williams – Óz, a hatalmas |
| Legjobb filmdráma | Legjobb színész filmdrámában |
| - Egy különc srác feljegyzései - Az Argo-akció - A nagy Gatsby - A lehetetlen - A nyomorultak | - Logan Lerman – Egy különc srác feljegyzései - Ben Affleck – Az Argo-akció - Bradley Cooper – Lopott szavak - Leonardo DiCaprio – A nagy Gatsby - Hugh Jackman – A nyomorultak |
| Legjobb színésznő filmdrámában | Legjobb vígjáték |
| - Emma Watson – Egy különc srác feljegyzései - Halle Berry – A hívás - Anne Hathaway – A nyomorultak - Carey Mulligan – A nagy Gatsby - Naomi Watts – A lehetetlen | - Tökéletes hang - Személyiségtolvaj - A fantasztikus Burt Wonderstone - Mi, a söpredék - Eleven testek |
| Legjobb színész vígjátékban | Legjobb színésznő vígjátékban |
| - Skylar Astin – Tökéletes hang - Jason Bateman – Személyiségtolvaj - Steve Carell – A fantasztikus Burt Wonderstone - Nicholas Hoult – Eleven testek - Craig Robinson– Mi, a söpredék                                                                                        | - Rebel Wilson – Tökéletes hang - Anna Kendrick – Tökéletes hang - Melissa McCarthy – Személyiségtolvaj - Kerry Washington – Mi, a söpredék - Olivia Wilde – A fantasztikus Burt Wonderstone |
| Legjobb romantikus film | Legjobb színész romantikus filmben |
| - Alkonyat – Hajnalhasadás, 2. rész - Lenyűgöző teremtmények - A nyomorultak - Menedék - Eleven testek | - Robert Pattinson – Alkonyat – Hajnalhasadás, 2. rész - Josh Duhamel – Menedék - Alden Ehrenreich – Lenyűgöző teremtmények - Nicholas Hoult – Eleven testek - Eddie Redmayne – A nyomorultak                                                                                                   |
| Legjobb színésznő romantikus filmben | Leghisztisebb karakter |
| - Kristen Stewart – Alkonyat – Hajnalhasadás, 2. rész - Jessica Biel – Kispályás szerelem - Alice Englert – Lenyűgöző teremtmények - Julianne Hough – Menedék - Amanda Seyfried – A nyomorultak                                                                               | - Taylor Lautner – Nagyfiúk 2. - Anna Camp, Hana Mae Lee, Brittany Snow, Rebel Wilson – Tökéletes hang - Steve Carell – Gru 2. - Melissa McCarthy – Női szervek - Channing Tatum – Az elnök végveszélyben                                                                                       |
| Legjobb jelenetlopó | Legjobb gonosz |
| - Kellan Lutz – Alkonyat – Hajnalhasadás, 2. rész - Joseph Gordon-Levitt – A sötét lovag – Felemelkedés - Hana Mae Lee – Tökéletes hang - Ben Platt – Tökéletes hang - Channing Tatum – G.I. Joe: Megtorlás                                                                   | - Adam DeVine – Tökéletes hang - Javier Bardem – Skyfall - Tom Hardy – A sötét lovag – Felemelkedés - Ben Kingsley – Vasember 3. - Melissa McCarthy – Személyiségtolvaj |
| Legjobb kémia filmben | Legjobb csók |
| - Sandra Bullock és Melissa McCarthy – Női szervek - Don Cheadle és Robert Downey Jr. – Vasember 3. - Johnny Depp és Armie Hammer – A magányos lovas - Vin Diesel, Dwayne Johnson és Paul Walker – Halálos iramban 6. - Jamie Foxx és Channing Tatum – Az elnök végveszélyben | - Kristen Stewart és Robert Pattinson – Alkonyat – Hajnalhasadás, 2. rész - Amy Adams és Henry Cavill – Az acélember - Skylar Astin és Anna Kendrick – Tökéletes hang - Alden Ehrenreich és Alice Englert – Lenyűgöző teremtmények - Logan Lerman és Emma Watson – Egy különc srác feljegyzései |
| Legjobb nyári akciófilm | Legjobb nyári vígjáték/zenés film |
| - Halálos iramban 6. - Az acélember - Tűzgyűrű - Az elnök végveszélyben - Z világháború | - Gru 3. - Nagyfiúk 2. - Női szervek - Gyakornokok - Szörny egyetem |
| Legjobb színész nyári filmben | Legjobb színésznő nyári filmben |
| - Channing Tatum – Az elnök végveszélyben - Henry Cavill – Az acélember - Johnny Depp – A magányos lovas - Dwayne Johnson – Halálos iramban 6. - Chris Pine – Sötétségben – Star Trek                                                                                         | - Sandra Bullock – Női szervek - Amy Adams – Az acélember - Melissa McCarthy – Női szervek - Michelle Rodriguez – Halálos iramban 6. - Zoe Saldana – Sötétségben – Star Trek |
| Legjobb áttörő alakítást nyújtó színész | |
| - Nicholas Hoult – Eleven testek - Adam DeVine – Tökéletes hang - Alice Englert – Lenyűgöző teremtmények - Ezra Miller – Egy különc srác feljegyzései - Eddie Redmayne – A nyomorultak                                                                                        | |

### Televízió
| Legjobb drámasorozat | Legjobb színész drámasorozatban |
| --- | --- |
| - Hazug csajok társasága - Gossip Girl – A pletykafészek - Nashville - Bosszú - Elcserélt lányok | - Ian Harding – Hazug csajok társasága - Penn Badgley – Gossip Girl – A pletykafészek - Josh Bowman – Bosszú - Lucas Grabeel – Elcserélt lányok - Nick Wechsler – Bosszú                                                  |
| Legjobb színésznő drámasorozatban | Legjobb sci-Fi/fantasysorozat |
| - Troian Bellisario – Hazug csajok társasága - Blake Lively – Gossip Girl – A pletykafészek - Vanessa Marano – Elcserélt lányok - Hayden Panettiere – Vámpírnaplók - Emily VanCamp – Bosszú               | - Vámpírnaplók - A zöld íjász - A szépség és a szörnyeteg - Egyszer volt, hol nem volt - Odaát |
| Legjobb színész sci-Fi/fantasysorozatban | Legjobb színésznő sci-Fi/fantasysorozatban |
| - Ian Somerhalder – Vámpírnaplók - Jensen Ackles – Odaát - Stephen Amell – A zöld íjász - Jared Padalecki – Odaát - Paul Wesley – Vámpírnaplók                                                            | - Nina Dobrev – Vámpírnaplók - Katie Cassidy – A zöld íjász - Ginnifer Goodwin – Egyszer volt, hol nem volt - Kat Graham – Vámpírnaplók - Kristin Kreuk – A szépség és a szörnyeteg                                       |
| Legjobb akciósorozat | Legjobb színész akciósorozatban |
| - NCIS: Los Angeles - Lángoló Chicago - Sherlock és Watson - Hawaii Five-0 - Nikita | - LL Cool J – NCIS: Los Angeles - Scott Caan – Hawaii Five-0 - Jonny Lee Miller – Sherlock és Watson - Jesse Spencer – Lángoló Chicago - Shane West – Nikita                                                              |
| Legjobb színésznő akciósorozatban | Legjobb vígjátéksorozat |
| - Lucy Liu – Sherlock és Watson - Lyndsy Fonseca – Nikita - Grace Park – Hawaii Five-0 - Maggie Q – Nikita - Monica Raymund – Lángoló Chicago                                                             | - Glee – Sztárok leszünk! - Agymenők - Modern család - Új csaj - Kertvárosba száműzve |
| Legjobb színész vígjátéksorozatban | Legjobb színésznő vígjátéksorozatban |
| - Jim Parsons – Agymenők - Chris Colfer – Glee – Sztárok leszünk! - Jake Johnson – Új csaj - Ashton Kutcher – Két pasi – meg egy kicsi - Eric Stonestreet – Modern család                                 | - Lea Michele – Glee – Sztárok leszünk! - Kaley Cuoco – Agymenők - Zooey Deschanel – Új csaj - Mindy Kaling – The Mindy Project - Bridgit Mendler – Sok sikert, Charlie!                                                  |
| Legjobb rajzfilmsorozat | Legjobb valóságshow |
| - A Simpson család - Kalandra fel! - Bob burgerfalodája - Family Guy - Rejtélyek városkája | - Keeping Up with the Kardashians - Dance Moms - Here Comes Honey Boo Boo - Married to Jonas - Tia & Tamera |
| Legjobb vetélkedő | Legjobb tévés főgonosz |
| - The X Factor - American Idol - The Bachelor - Dancing with the Stars - The Voice | - Janel Parrish – Hazug csajok társasága - Carly Chaikin – Kertvárosba száműzve - Joseph Morgan – Vámpírnaplók - Lana Parrilla – Egyszer volt, hol nem volt - Becca Tobin – Glee – Sztárok leszünk!                       |
| Legjobb férfi jelenetlopó | Legjobb női jelenetlopó |
| - Chord Overstreet – Glee – Sztárok leszünk! - Max Greenfield – Új csaj - Steven R. McQueen – Vámpírnaplók - Tahj Mowry – Papás-Babás - Rico Rodriguez – Modern család                                    | - Miley Cyrus – Két pasi – meg egy kicsi - Candice Accola – Vámpírnaplók - Heather Morris – Glee – Sztárok leszünk! - Eden Sher – A semmi közepén - Ariel Winter – Modern család                                          |
| Legjobb férfi tévés személyiség | Legjobb női tévés személyiség |
| - Simon Cowell – The X Factor - Nick Cannon – America’s Got Talent - Adam Levine – The Voice - Ryan Seacrest – American Idol - Blake Shelton – The Voice                                                  | - Demi Lovato – The X Factor - Erin Andrews – Fox Sports - Cat Deeley – So You Think You Can Dance - Carrie Ann Inaba – Dancing with the Stars - Heidi Klum – America’s Got Talent                                        |
| Legjobb férfi valóságshowszereplő | Legjobb női valóságshowszereplő |
| - Kevin Jonas – Married to Jonas - Ryan Lochte – What Would Ryan Lochte Do? - Gordon Ramsay – A pokol konyhája és Amerikai mesterszakács - The Robertsons – Kacsadinasztia - The Wanted – The Wanted Life | - The Kardashians és The Jenners – Keeping Up with the Kardashians - Honey Boo Boo – Here Comes Honey Boo Boo - Danielle Jonas – Married to Jonas - Abby Lee Miller – Dance Moms - Tia Mowry, Tamera Mowry – Tia & Tamera |
| Legkiemelkedőbb műsor | Legjobb nyári sorozat |
| - The Fosters - A zöld íjász - Papás-Babás - Carrie naplója - The Mindy Project | - Hazug csajok társasága - The Fosters - So You Think You Can Dance - Teen Wolf – Farkasbőrben - A búra alatt |
| Legjobb színész nyári sorozatban | Legjobb színésznő nyári sorozatban |
| - Keegan Allen – Hazug csajok társasága - Jake T. Austin – The Fosters - Jean-Luc Bilodeau – Papás-Babás - Avan Jogia – Twisted - Tyler Posey – Teen Wolf – Farkasbőrben                                  | - Lucy Hale – Hazug csajok társasága - Maddie Hasson – Twisted - Chelsea Kane – Papás-Babás - Katie Leclerc – Elcserélt lányok - Maia Mitchell – The Fosters                                                              |
| Legjobb áttörő alakítást nyújtó színész | |
| - Blake Jenner – Glee – Sztárok leszünk! - Stephen Amell – A zöld íjász - Melissa Benoist – Glee – Sztárok leszünk! - AnnaSophia Robb – Carrie naplója - Derek Theler – Papás-Babás                       | |

### Zene
| Legjobb férfi zenész | Legjobb női zenész |
| --- | --- |
| - Justin Bieber - Bruno Mars - Phillip Phillips - Pitbull - Justin Timberlake | - Demi Lovato - Selena Gomez - P!nk - Rihanna - Taylor Swift |
| Legjobb együttes | Legjobb R&B zenész |
| - One Direction - Big Time Rush - fun. - Maroon 5 - The Wanted | - Bruno Mars - Beyoncé - Alicia Keys - Miguel - Trey Songz |
| Legjobb elektronikus zenész | Legjobb Hip-Hop/rapzenész |
| - David Guetta - deadmau5 - Calvin Harris - Kaskade - Skrillex - Swedish House Mafia | - Macklemore & Ryan Lewis - Drake - Nicki Minaj - Pitbull - Kanye West |
| Legjobb rockzenész | Legjobb férfi countryzenész |
| - Paramore - AWOLNATION - Imagine Dragons - The Lumineers - Mumford & Sons | - Hunter Hayes - Jason Aldean - Luke Bryan - Eric Church - Blake Shelton |
| Legjobb női countryzenész | Legjobb countryegyüttes |
| - Taylor Swift - Jana Kramer - Miranda Lambert - Kacey Musgraves - Carrie Underwood | - Lady Antebellum - The Band Perry - Florida Georgia Line - Little Big Town - Thompson Square |
| Legjobb zeneszám férfi zenésztől | Legjobb zeneszám női zenésztől |
| - "Beauty and a Beat" – Justin Bieber feat. Nicki Minaj - "Blurred Lines" – Robin Thicke feat. Pharrell Williams - "Feel This Moment" – Pitbull feat. Christina Aguilera - "Locked Out of Heaven" – Bruno Mars - "Suit & Tie" – Justin Timberlake feat. Jay Z | - "Heart Attack" – Demi Lovato - "Come & Get It" – Selena Gomez - "Cups (Pitch Perfect's 'When I'm Gone')" – Anna Kendrick - "I Knew You Were Trouble" – Taylor Swift - "We Can't Stop" – Miley Cyrus                             |
| Legjobb zeneszám együttestől | Legjobb countryszám |
| - "Live While We're Young" – One Direction - "Get Lucky" – Daft Punk feat. Pharrell Williams - "I Love It" – Icona Pop feat. Charli XCX - "Love Somebody" – Maroon 5 - "Thrift Shop" – Macklemore & Ryan Lewis feat. Wanz                                     | - "Come & Get It" – Selena Gomez - "DONE." – The Band Perry - "Stay" – Rihanna feat. Mikky Ekko - "We Are Never Ever Getting Back Together" – Taylor Swift - "When I Was Your Man" – Bruno Mars                                   |
| Legjobb rockszám | Legjobb R&B/Hip-Hopszám |
| - "Radioactive" – Imagine Dragons - "Carry On" – fun. - "Gone, Gone, Gone" – Phillip Phillips - "Ho Hey" – The Lumineers - "Sail" – AWOLNATION | - "Can't Hold Us" – Macklemore & Ryan Lewis feat. Ray Dalton - "#Beautiful" – Mariah Carey - "Diamonds" – Rihanna - "Next To Me" – Emeli Sandé - "Started from the Bottom" – Drake                                                |
| Legjobb szerelmes szám | Legjobb szakítós szám |
| - "Little Things" – One Direction - "Just Give Me a Reason" – P!nk feat. Nate Ruess - "Mirrors" – Justin Timberlake - "Treasure" – Bruno Mars - "The Way" – Ariana Grande feat. Mac Miller                                                                    | - "We Are Never Ever Getting Back Together" – Taylor Swift - "Boys 'Round Here" – Blake Shelton feat. Pistol Annies and Friends - "Crash My Party" – Luke Bryan - "Cruise" – Florida Georgia Line - "I Want Crazy" – Hunter Hayes |
| Legkiemelkedőbb zenész | Legkiemelkedőbb együttes |
| - Ed Sheeran - Candice Glover - Ariana Grande - Psy - Emeli Sandé | - Emblem3 - Icona Pop - Imagine Dragons - The Lumineers - Macklemore & Ryan Lewis |
| Legjobb nyári együttes | Legjobb nyári szám |
| - Maroon 5 - Daft Punk - Florida Georgia Line - Imagine Dragons - Macklemore & Ryan Lewis | - "We Can't Stop" – Miley Cyrus - "Blurred Lines" – Robin Thicke feat. Pharrell Williams, T.I. - "Cruise (REMIX)" – Florida Georgia Line feat. Nelly - "Get Lucky" – Daft Punk feat. Pharrell Williams - "Treasure" – Bruno Mars  |
| Legjobb férfi nyári zenész | Legjobb női nyári zenész |
| - Bruno Mars - Jay Z - Pitbull - Robin Thicke - Justin Timberlake | - Selena Gomez - Miley Cyrus - Ariana Grande - P!nk - Rihanna |
| Legjobb nyári turné | |
| - Take Me Home Tour – One Direction - Legends of the Summer Tour – Jay Z feat. Justin Timberlake - The Moonshine Jungle Tour – Bruno Mars - The Mrs. Carter Show World Tour – Beyoncé - Red Tour 2013 – Taylor Swift                                          | |

### Divat
| Legszexibb férfi                                                                  | Legszexibb nő                                                               |
| --------------------------------------------------------------------------------- | --------------------------------------------------------------------------- |
| - Harry Styles - Justin Bieber - Liam Hemsworth - Taylor Lautner - Channing Tatum | - Selena Gomez - Miley Cyrus - Megan Fox - Mila Kunis - Demi Lovato         |
| Legjobb divatikon                                                                 | Legjobb mosoly                                                              |
| - Demi Lovato - Miley Cyrus - Ariana Grande - Lea Michele - Emma Watson           | - Harry Styles - Selena Gomez - Taylor Lautner - Demi Lovato - Taylor Swift |

### Sport
| Legjobb férfi atléta                                                             | Legjobb női atléta                                                                               |
| -------------------------------------------------------------------------------- | ------------------------------------------------------------------------------------------------ |
| - David Beckham - LeBron James - Colin Kaepernick - Michael Phelps - Shaun White | - Gabby Douglas - Missy Franklin - Alex Morgan - Danica Patrick - Lindsey Vonn - Serena Williams |

### Egyéb
| Legjobb Twitter személyiség                                       | Legjobb humorista                                                                |
| ----------------------------------------------------------------- | -------------------------------------------------------------------------------- |
| - Justin Bieber - Lady Gaga - Barack Obama - Katy Perry - Rihanna | - Ellen DeGeneres - Jimmy Fallon - Melissa McCarthy - Daniel Tosh - Rebel Wilson |
| Legjobb közösségi oldal                                           | Legjobb közösségi sztár                                                          |
| - Twitter - Facebook - Instagram - Tumblr - Vine                  | - Cimorelli - Ryan Beatty - Dave Days - Kid President - The Screaming Sheep      |
| Divatdiktátor                                                     | Ultimate Choice-díj (a legtöbb elnyert díjért)                                   |
| - Miley Cyrus                                                     | - Ashton Kutcher                                                                 |

## Műsorvezetők
A gálán az alábbi műsorvezetők működtek közre:
- Abigail Breslin[9]
- Alexandra Daddario[9]
- Ashton Kutcher[9]
- Bella Thorne[10]
- Brandon T. Jackson[9]
- Bridgit Mendler[11]
- Chloë Grace Moretz[9]
- Cody Simpson[9]
- Demi Lovato[9][12]
- Ed Sheeran[9]
- Emblem3[9]
- Erin Andrews[9]
- Fifth Harmony[13]
- Gabby Douglas[9][12]
- Hailee Steinfeld[9]
- Ian Harding[1]
- Ian Somerhalder[9][12]
- Janel Parrish[1]
- Kerry Washington[1][12]
- Laura Marano[9]
- Leven Rambin[9]
- Liam Hemsworth[9][12]
- Lily Collins[9][12]
- Little Mix[9]
- LL Cool J[9]
- Logan Lerman[9]
- Maia Mitchell[9]
- Max Greenfield[9][12]
- Miley Cyrus[12]
- Nina Dobrev[9]
- Rebel Wilson[9][12]
- Ross Lynch[9]
- Russell Westbrook[9]
- Sandra Bullock[9][12]
- Selena Gomez[9]
- Shay Mitchell[1]
- Simon Helberg[9]
- Skylar Astin[9]
- Tyler Posey[9]

## Fordítás
- Ez a szócikk részben vagy egészben  a(z)   2013 Teen Choice Awards című angol Wikipédia-szócikk fordításán alapul.  Az eredeti cikk szerkesztőit annak laptörténete sorolja fel. Ez a jelzés csupán a megfogalmazás eredetét és a szerzői jogokat jelzi, nem szolgál a cikkben szereplő információk forrásmegjelöléseként.